# Expedition-Nationalpark
Der Expedition-Nationalpark ist 1080 Quadratkilometer groß, wurde im Jahr 1991 gegründet und liegt in Queensland, Australien. Der Name des durch Wildnis geprägten Parks lehnt sich an die Expedition Range an. Die Parklandschaft wird von Schluchten und Sandsteinklippen dominiert, die bis 100 Meter hoch sind, wie auch von Ausblicken auf die Carnarvon Range.

## Lage
Er befindet sich etwa 664 Kilometer nordwestlich von Brisbane.

## Erreichbarkeit
Der Nationalpark gliedert sich in drei Sektion, die nur mit Allrad-Fahrzeugen erreicht werden können. Der Bereich der Robinson Gorge, eine Schlucht, ist über Taroom oder Bauhinia Downs und Lonesome und Beilba sind über Injune auf unbefestigten Straßen erreichbar. Im Bereich von Beilba wird nach Erdgas gebohrt.

## Flora und Fauna
Der Expedition-Nationalpark liegt in einer Bioregion, dem Brigalow Belt, in der vor allem die in Australien endemische Pflanze Acacia harpophylla und Eukalyptusarten wachsen, wie auch Reste von Regenwäldern und ursprüngliches Grasland aufzufinden sind. Im Park leben zahlreiche Vogelarten wie Königssittich, Blasskopfrosella, Honigpapageien, Buchstabentaube und Säugetiere,  wie der Hübschgesichtwallaby und die Bergkängurus. Das Schnabeltier und fünf Schildkrötenarten leben im Dawson River und es gibt mehrere Arten von Geckos, die nachts aktiv sind.

## Geologie
Die Landschaft des Expedition-Nationalparks ist das Resultat geologischer Veränderung.
Vor 240 bis 235 Millionen Jahren entstanden tongebundene Gesteine und Schluffsteine wie auch feinkörnige Sedimente, die von Flüssen ins Bowenbecken transportiert wurden. Später verfrachteten die Flüsse Quarzsande aus dem Norden und Nordwesten ein und lagerten sie in einer 240 Meter mächtigen Schicht im Sedimentbecken ab.
Vor 200 Millionen Jahren wurden die Gesteinsschichten gefaltet und kippten in das Suratbecken ab. Die Hauptflüsse deponierten massenhaft Quarzsand bis zu einer Höhe von 100 Metern. Durch Diagenese wurde dieser Sand zum weißen Precipice Sandstone. Nach Millionen von Jahren durch Abtragung und Erosion zeigen sich diese Sandsteine heute als turmartig gebildete weiße Klippen und an den Schluchtwänden.

## Geschichte
Das Gebiet war das traditionelle Land der Aborigines der Iman, die dort seit Jahrtausenden lebten. Sie hinterließen Steingravuren und Abdrücke auf den Sandsteinen.
1844 kam der Forschungsreisende Ludwig Leichhardt auf seiner Expedition von Darling Downs nach Port Essington bei Darwin im Northern Territory in das heutige Parkgebiet. Er verlieh seinen Entdeckungen Namen von Expeditionsmitgliedern und -unterstützern, darunter den Robinson Creek. Bald nach ihm kamen Siedler in das Gebiet, was zu Konflikten mit den Aborigines führte, als sie von ihrem Land verdrängt wurden. Diese Auseinandersetzungen endeten erst um 1920, als sie in entfernte Reservate deportiert wurden. Bereits 1852 wurde die Glenhaughton-Schafstation im Parkgebiet aufgebaut, in der 52 Schafhirten für je 1400 Schafen zuständig waren. In den 1890er Jahren wurde die Schaf- durch Rinderzucht ersetzt.
Nach dem Ersten Weltkrieg wurden im Parkgebiet Häuserblocks für die zurückkehrenden Soldaten gebaut. 1953 wurde die Robinson-Schlucht zum ersten Abschnitt dieses Naturschutzgebiets erklärt.

## Touristische Informationen
Camping ist im Nationalpark erlaubt, aber es ist vorher eine Genehmigung einzuholen, die auf  Campingplätzen sichtbar zu befestigen ist. Es gibt keine Baulichkeiten und Trinkwasserversorgung auf den ausgewiesenen Campingplätzen. Für ausreichend eigenes Trinkwasser ist eigene Vorsorge zu treffen und Müll kann nicht im Park entsorgt werden. Die Verwendung von Generatoren ist nicht erlaubt und lediglich Gas darf zur Essenszubereitung verwendet werden.